# Serie 801 de Renfe
La serie 801 de Renfe es un tren tipo Tren-tranvía construido por CAF para el  Trambahia de Cádiz

## Características del tren
La construcción de las unidades móviles fue adjudicada a Construcciones y Auxiliar de Ferrocarriles (CAF), sobre la base del modelo Urbos.
La característica más destacable es la existencia de puertas a dos alturas, debido a que la altura de los andenes de la línea de ferrocarril (76 cm) es excesiva para utilizarla en la zona tranviaria, donde se ha establecido una altura de 38 cm. Finalmente, cada lado de cada coche que forma el tranvía dispone de una puerta de cada altura, con la mitad del suelo interior de cada coche a la altura de una puerta y la otra mitad a la otra, existiendo comunicación entre ambas zonas mediante escaleras.
Ferroviariamente, cuando el tren entra en la vía convencional, el tranvía se considera un tren normal que circula por la línea en las mismas condiciones que el resto de trenes. Ha sido numerado dentro de la serie 801, recibiendo la primera unidad la numeración 801.001, también se han planteado aprovechado los tranvías de Tranvía de Jaén o del Tranvía de Vélez-Málaga.
La homologación para circular por vías férreas convencionales le permite circular no sólo en la línea Cádiz-Sevilla, sino que podría hacerlo en cualquier otra línea ferroviaria española.

## Capacidad y ancho
Cada rama se compone de dos coches motores, ampliables a 3, con 146 plazas de pie y 92 sentadas. La velocidad máxima es de 100 km/h. El ancho de vía, para ser compatible con la línea Cádiz-Sevilla actual, es ibérico de 1.668 mm. 